# Kodeks Yanhuitlan

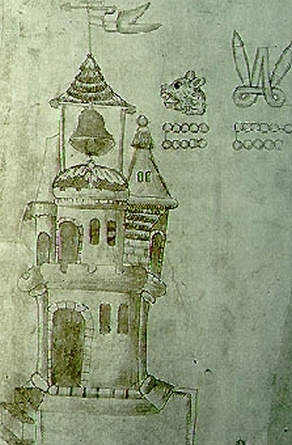
Fragment ze strony z Kodeksu Yanhuitlan.

Kodeks Yanhuitlan – mistecki dokument przedstawiający historyczne i ekonomiczne wydarzenia związane z Yanhuitlan i Teoposcolula.

## Opis
Kodeks Yanhuitlan napisany został na 12 arkuszach papieru związanych ze sobą. Na każdej stronie, po bokach, znajdują się rysunki. Kodeks powstał w XVI wieku, prawdopodobnie w Mixteca Alta pomiędzy Nochistlán a Tepozcolula. Poza historycznymi wydarzeniami zawiera informacje, rysunki o hołdzie złożonym w Yanhuitlan w postaci koszy kukurydzy i fasoli oraz portrety Indian, Hiszpanów, kościołów w  Yanhuitlan i Teoposcolula. Na stronach manuskryptu znajduje się historia podboju hiszpańskiego miasta Tenochtitlán i oznaczenia misteckich miejscowości. Kodeks uważany jest za niedokończony dokument zachowujący oryginalną historię społeczności lokalnej i tradycję.

## Publikacje
- Códice de Yanhuitlan W.Jimenez Moreno i Slavador Mateos Higuera, Meksyk, D. F.: Muzeum Narodowe, 1949;
- Códice Yanhuitlan Jiménez Moreno, 1940. na podstawie kolekcji Mendoza, Códice del Museo de América;
- Códice de Yanhuitlán, María Teresa Sepúlveda i Herrera. Meksyk: Narodowy Instytut Antropologii i Historii, Benemérita Universidad Autónoma w Puebla, 1994, (Códices Mesoamericanos nr 3.).